# Ígor Patenko
Ígor Guennàdievitx Patenko (en rus: Игорь Геннадьевич Патенко), (Taraz, RSS Kazakhstan, 25 de maig de 1969) va ser un ciclista soviètic. El seu èxit més important fou el Campionat del Món en contrarellotge per equips de 1990.
Va participar en els Jocs Olímpics de Barcelona amb l'Equip unificat, on fou quart en la contrarellotge per equips del programa de ciclisme.

## Palmarès
- 1989
  - Vencedor de 2 etapes a la Volta a l'Equador
- 1990
  -  Campió del món en contrarellotge per equips (amb Oleksandr Markovnitxenko, Rouslan Zotov i Oleh Halkin)
  - 1r a la Zellik-Galmaarden